# Iping
Iping är en by i civil parish Stedham with Iping, i distriktet Chichester, i grevskapet West Sussex i England. Byn är belägen 18 km från Chichester. Iping var en civil parish fram till 1974 när blev den en del av Stedham with Iping. Civil parish hade 400 invånare år 1961. Byn nämndes i Domedagsboken (Domesday Book) år 1086, och kallades då Epinges.